# Jaz św. Macieja
Jaz św. Macieja (Jaz na Tamce) – jaz położony we Wrocławiu na rzece Odra, w ramach Wrocławskiego Węzła Wodnego, w Śródmiejskim Węźle Wodnym – Górnym, noszący imię Macieja Apostoła. Jaz zachowany jest dzisiaj częściowo – istnieje część zlokalizowana na ramieniu Odry, w tzw. Odrze Południowej, natomiast część jazu, która istniała w Kanale Jazu Macieja, obecnie nie istnieje, pozostały tylko ślady obudowy kanału, która stanowiła podstawę istniejącej tu części jazu (jaz kozłowo-iglicowy), a wcześniej – rynien roboczych zlokalizowanych tu młynów; obecnie istnieje tu Most św. Macieja. Jaz został wybudowany w 1900 roku. Pierwotnie był to jaz faszynowo–palowy.

## Historia powstania

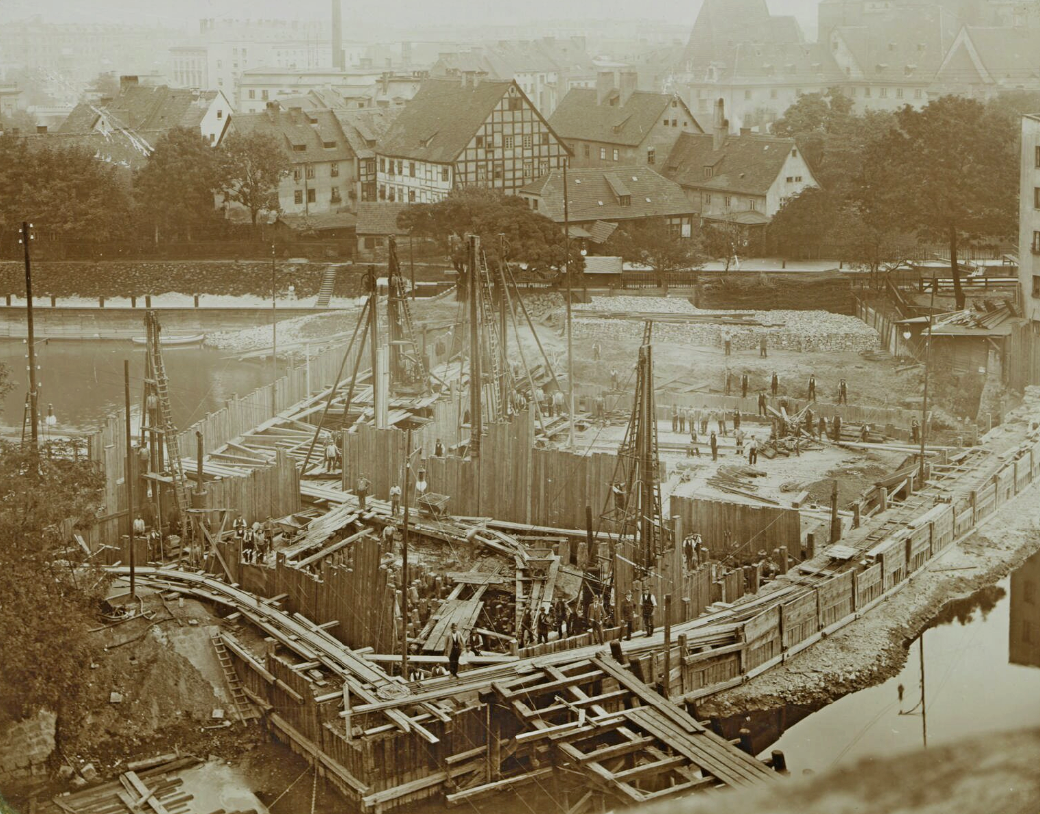
Jaz w trakcie budowy, zdjęcie z 1900 roku

Istniejąca na Odrze Południowej część jazu, położona jest w 252,0 km biegu rzeki Odra. Lewy przyczółek jazu leży na wyspie Tamka, a prawy na Wyspie Daliowej. Składa się z trzech przęseł, z czego dwa zlokalizowane na Odrze Południowej istnieją do dziś:
Obecnie znaczenie tego jazu jest znikome. Wynika to z faktu, iż obecny poziom piętrzenia na następnym stopniu wodnym – Śródmiejskim Węźle Wodnym – Dolnym, Mieszczańskim Stopniu Wodnym, zostało w 1959 roku zwiększone na potrzeby istniejących tam elektrowni wodnych, do takiego poziomu, że Śródmiejski Węzeł Wodny – Górny znajduje się w zasięgu oddziaływania stopnia dolnego. Z tego też względu dopuszczona do żeglugi droga wodna prowadząca przez inny element tego stopnia – Śluzę Piaskową – znajduje się w zasięgu oddziaływania stopnia dolnego, spełnia w praktyce funkcję kanału wodnego, a nie śluzy wodnej, współpracującej z Jazem św. Macieja.
| przęsło                  | ciek               | światło | rodzaj             | foto |
| ------------------------ | ------------------ | ------- | ------------------ | ---- |
| lewe                     | Odra Południowa    | 8,0 m   | zamknięcie: zasuwa |      |
| prawe                    | Odra Południowa    | 23,04 m | stały              |      |
| zdemontowane w 1960 roku | Kanał Jazu Macieja | 14,4 m  | kozłowo-iglicowy   |      |